# Collin Danielsmeier
Collin Danielsmeier (* 8. Juli 1980 in Dortmund, Nordrhein-Westfalen) ist ein ehemaliger deutscher Eishockeyspieler, der für die Iserlohn Roosters, Kölner Haie und Frankfurt Lions in der Deutschen Eishockey Liga spielte. Er stand in 17 Saisons in Iserlohn unter Vertrag und ist mit 684 Profispielen Rekordspieler des sauerländischen Eishockeys. Inzwischen arbeitet er als Referent beim Deutschen Eishockey-Bund.

## Karriere
Danielsmeier begann seine Karriere 1987 in der Bambinimannschaft des ERC Westfalen Dortmund. In der Folgezeit durchlief er sämtliche Nachwuchsmannschaften des ERC Westfalen sowie dessen Nachfolgevereine. Seine ersten Einsätze als Profi bestritt Collin Danielsmeier für den Iserlohner EC, für die der damals noch als Stürmer eingesetzte Spieler sechsmal in der zweitklassigen 1. Liga auf dem Eis stand. Nach seiner Debütsaison stieg der Linksschütze mit den Sauerländern im Jahr 2000 in die Deutsche Eishockey Liga auf und wurde gleichzeitig mit den Junioren Deutscher Meister.
Anfang 2002 wechselte Danielsmeier zu den Kölner Haien, mit denen er im selben Jahr den Meistertitel in der DEL errang. Für die folgende Saison unterschrieb der Angreifer einen Kontrakt bei den Frankfurt Lions, die sportlich abstiegen, durch die Insolvenz der Schwenninger Wild Wings jedoch in der DEL bleiben durften. Nach einem weiteren kurzen und erfolglosen Zwischenspiel in Köln, wechselte Danielsmeier Anfang 2004 nach Iserlohn zurück, wo er von Trainer Doug Mason wegen Verteidigermangel während der Saison 2004/05 erstmals als Verteidiger eingesetzt wurde.
Anfang 2005 verlängerte Danielsmeier, der erst als Verteidiger zum Nationalspieler wurde, seinen Vertrag im Sauerland bis 2007, welcher nach der Saison vorerst um ein weiteres Jahr verlängert wurde. Danielsmeier sollte insbesondere nach dem Abgang Rick Goldmanns dessen Rolle als Führungsspieler auf und neben dem Eis übernehmen und in der Außendarstellung des Clubs mitwirken. In der Saison 07/08 war das Iserlohner Eigengewächs erneut eine der Säulen in der Verteidigung und spielte zudem seine punktbeste DEL-Saison, obwohl er aufgrund eines komplizierten Armbruchs im Spiel gegen die Eisbären Berlin nur 32 Spiele bestreiten konnte.
Nach der Hauptrunde wurde Danielsmeiers Vertrag um zwei Jahre verlängert. Unter dem neuen Trainer Steve Stirling fand er in der Saison 2008/09 zunächst nicht seine gewohnte Form und wurde zwischenzeitlich als Stürmer der vierten Reihe eingesetzt. Nach der Entlassung des Trainers spielte Danielsmeier wieder in der Verteidigung. In der Spielzeit 2009/10 fand er zurück zu alter Stärke und spielte gewohnt unauffällig und effektiv zusammen mit Jon Insana und später Stefan Langwieder. Nach dem Verpassen der Play-offs verkündeten die Roosters ihr Interesse an einer Vertragsverlängerung mit Danielsmeier. Am 30. April 2010 gaben die Iserlohner die Verlängerung des Vertrages um ein Jahr bekannt. Nach dem letzten Spiel der Hauptrunde der folgenden Saison, die der Verein aus dem Sauerland auf dem zwölften Platz beendete, kündigte der Rekordspieler der Roosters das Ende seiner Eishockeykarriere an.
Den Rücktritt vom Rücktritt verkündete Danielsmeier im Dezember 2011. Nachdem die Iserlohn Roosters in der laufenden Saison mit beträchtlichen Problemen in der Abwehr zu kämpfen hatten, kehrte Danielsmeier in den Kader der Iserlohner zurück. Dort blieb er bis 2015, ehe er seine Karriere endgültig beendete.

### Trainerlaufbahn
Nach seiner Spielerkarriere ließ sich Collin Danielsmeier zum Eishockeytrainer ausbilden. Zunächst arbeitete er in der Nachwuchsabteilung der Iserlohn Roosters. Er fungierte als Trainer und sportlicher Leiter, zudem war er für die Rekrutierung von Talenten bis zur U15 verantwortlich. Zwischenzeitlich war er auch 2. Vorsitzender der Young Roosters.
2022 wechselte er als Referent zum Deutschen Eishockey-Bund. In dieser Funktion ist er als Techniktrainer im Nachwuchsbereich und als Vereinsbetreuer tätig.

## Erfolge und Auszeichnungen
- 2000 Deutscher Junioren-Meister mit den Iserlohn Young Roosters
- 2002 Deutscher Meister mit den Kölner Haien

## Karrierestatistik
(Legende zur Spielerstatistik: Sp oder GP = absolvierte Spiele; T oder G = erzielte Tore; V oder A = erzielte Assists; Pkt oder Pts = erzielte Scorerpunkte; SM oder PIM = erhaltene Strafminuten; +/− = Plus/Minus-Bilanz; PP = erzielte Überzahltore; SH = erzielte Unterzahltore; GW = erzielte Siegtore; 1 Play-downs/Relegation; Kursiv: Statistik nicht vollständig)

2 inklusive Vorgängerligen „1. Liga“ (1994–1998) und „Bundesliga“ (1998–1999)